# William Bradford Shockley
William Bradford Shockley (13. února 1910, Londýn – 12. srpna 1989, Stanford) byl americký fyzik a vynálezce. Spolu s Johnem Bardeenem a Valterem H. Brattainem, objevil tranzistor, za který všichni získali v roce 1956 Nobelovu cenu za fyziku. Shockleyovy pokusy obchodně využít tento objev vedly ke vzniku „Silicon Valley“ v Kalifornii, které se stalo ohniskem elektrotechnické inovace. Ve svém pozdějším životě, byl Shockley profesorem ve Stanfordu, a také se stal neochvějným zastáncem eugeniky.

## Mládí
Shockley se narodil v Londýně, ale byl vychován v Kalifornii. Svůj bakalářský titul z přírodních věd získal na California Institute of Technology v roce 1932. Ještě jako student si vzal v srpnu 1933 Iowan Jean Bailey. V březnu 1934 se jim narodilo děvčátko Jane Alison. Svůj doktorský (PhD) titul získal Shockley v roce 1936 na Massachusettském technologickém institutu.
Pak se připojil k výzkumné skupině vedené Clintonem Davissonem v Bellových laboratořích v New Jersey. V roce 1938 získal svůj první patent. Po vypuknutí druhé světové války se zapojil do výzkumu radaru v laboratořích ve Whippany v New Jersey. V květnu 1942 opustil Bellovy laboratoře a stal se ředitelem výzkumu na Columbia University.

## Tranzistor
Krátce po skončení války v roce 1945, Bellovy laboratoře vytvořily skupinu pro výzkum fyziky pevných látek, pod vedením Shockleyho a chemika Stanleyho Morgana. Dalšími členy skupiny byli Bardeen a Brattain, fyzik Gerald Pearson, chemik Robert Gibney, elektrotechnický expert Hilbert Moore a několik techniků. Jejich cílem bylo najít alternativu ke křehkým elektronkovým zesilovačům. Jejich první pokusy byly založeny na Shockleyově myšlence, že vnější elektrické pole na polovodiči ovlivní jeho vodivost. Jejich experimenty však záhadně selhávaly.
Skupina začala studovat atomové struktury, které se na povrchu a uvnitř látek liší. Hledané výsledky se začaly dostavovat v okamžiku, když začali obklopovat body dotyku mezi polovodičem a přívodními vodiči elektrolytem. Moore postavil okruh, který jim dovolil snadno měnit frekvenci vstupního signálu a navrhl, aby používali glykol boritan, viskózní chemikálii, která se nevypařovala. Nakonec získali důkaz schopnosti zesílení signálu, když Pearson, podle návrhu Shockleyho, uvedl napětí na kapičku glykol boritanu umístěnou přes P-N přechod. V prosinci 1947 Bardeen a Brattain – pracovali bez Shockleyho – uspěli ve stvoření hrotového tranzistoru, který zesiloval signál.
Další měsíc začali patentoví zástupci Bellových laboratoří pracovat na patentových přihláškách. Brzo objevili, že Shockleyho vliv elektrického pole na polovodič byl předpovídán a patentován v roce 1930 Juliem Lilienfeldem, který si svůj MESFET patentoval v Kanadě již v 22. října 1925. Přesto byly podány celkem čtyři žádosti o patent. Na žádné z těchto přihlášek se však nevyskytovalo Shockleyovo jméno. To Shockleyho rozzlobilo, protože práce byla založena na jeho nápadu s účinkem elektrického pole.
Ve stejnou dobu tiše pokračoval ve vlastní práci na stavbě různých druhů tranzistoru založených na spojení místo bodového dotyku. Předpokládal, že tento typ tranzistoru bude více komerčně úspěšný. Shockley pracoval na teorii elektronů a děr v polovodičích, která byla nakonec vydána jako 558 stránková monografie v roce 1950. V té Shockley vypracoval rozhodující myšlenky týkající se pohybu elektronů a děr a diferenciální rovnici, kterou se řídí tok elektronů v pevných krystalech.
Shockleyho tato práce vedla k myšlence "sendvičového tranzistoru“ a ke vzniku klasického tranzistoru. Jeho objev byl oznámen 4. června 1951 a Shockley obdržel 25. září 1951 za jeho objev patent. Pro výrobu tohoto tranzistoru byla vyvinuta difúzní metoda a tento tranzistor brzy zastínil tranzistor s bodovými kontakty. Shockley pokračoval jako vedoucí skupiny v Bellových laboratořích ještě dva roky.
V roce 1951 byl zvolen členem National Academy of Sciences (NAS). Za svůj objev tranzistoru získal mnoho cen.[zdroj?] Bellovy laboratoře však představovaly všechny tři vynálezce (Shockleyho, Bardeena a Brattaina) jako tým. To vedlo k rozkolu a Shockley později blokoval práci Bardeena a Brattaina na klasickém tranzistoru. Bardeen se začal zabývat teorií supravodivosti a opustil Bellovy laboratoře. Brattain odmítl pracovat v Shockleyově týmu a byl přidělen k jiné skupině. Ani jeden, ani druhý se pak příliš nezúčastnili dalšího vývoje tranzistoru. Shockley sám odešel v roce 1953 z Bellových laboratoří a přestěhoval se do Kalifornie na California Institute of Technology (Caltech), kde čtyři měsíce působil jako hostující profesor.
Shockley nakonec začal řídit svoji vlastní společnost, v níž se pokoušel vytvořit nové a technicky obtížné zařízení (původně nazvané čtyřvrstvá dioda a nyní známé jako tyristor). Projekt se ale rozvíjel velmi pomalu.
Na jaře 1954 se Shockley odloučil od své manželky Jane a nakonec se v létě 1954 rozvedl. V listopadu 1955 se oženil s Emmy Lanning, učitelkou ze severní části státu New York. Toto manželství trvalo až do jeho smrti v roce 1989.
V roce 1956 Shockley získal, spolu s Bardeenem a Brattainem, Nobelovu cenu za fyziku. Ve své Nobelovské přednášce plně ocenil Brattaina a Bardeena jako vynálezce tranzistoru s bodovými kontakty.

## Pozdější léta
V červenci 1961 po vážné automobilové nehodě si Shockley si vzal několik měsíců na zotavení ze zranění. Jeho firma byla prodána firmě Levite a on sám přijal místo profesora na Stanfordově univerzitě.
Shockleyův poslední patent byl udělen v roce 1968, za velmi komplikované polovodičové zařízení.
Shockley zemřel v roce 1989 na rakovinu prostaty.

## Ocenění
V roce 2002 skupina asi 30 kolegů, kteří se s ním setkali od roku 1956, zavzpomínali na Shockleyho a jeho ústřední roli v odstartování revoluci v informačních technologiích a jejich organizátor prohlásil, že „Shockley je ten, kdo přinesl křemík do Silicon Valley.“ Shockley byl zařazen časopisem Time mezi 100 nejvíce vlivných lidí 20. století. Obdržel čestné doktoráty na University of Pennsylvania, Rutgers University v New Jersey a Gustavus Adolphus Colleges v Minnesotě.
- Oliver E. Buckley Solid State Physics Prize od American Physical Society
- Maurice Liebman Memorial Prize od Institute of Radio Engineers
- Holley Medal of the American Society of Mechanical Engineers v roce 1963